# 微软点火大会
微软点火大会是微软每年一度举办的大会，主要面向开发者、IT 专业人士和合作伙伴。该大会的前身是TechEd，首次举办于 1993 年，地点位于美国佛罗里达州奥兰多市。2014 年，微软在巴塞罗那举办了最后一届以TechEd命名的大会后，调整了其会议安排，从 2015 年开始将大会更名。
会议通常为期三到五天，涵盖主题演讲、白板讨论和实践实验室等内容。与会者可以与微软专家、最有价值专家（MVP）以及技术社区成员交流互动。社交活动、社区空间和“问答环节”提供了丰富的互动机会。大会还设有技术展区，参展商可以展示创新技术并推广产品。同时，会议提供详尽的课程目录，供参会者根据需求选择。
自 2024 年起，微软将其原有的合作伙伴大会Microsoft Inspire与Microsoft Ignite合并为一场综合性活动，统一面向开发者与合作伙伴。